# Grænlendinga saga
Die Grænlendinga saga (isländisch) oder Grœnlendinga saga (altnordisch) („Saga von den Grönländern“) ist eine Isländersaga, die zu den Vinland-Sagas zählt. Sie beschreibt die Entdeckung Grönlands und Neufundlands durch eine Familie isländischer Seefahrer und Kaufleute. Überliefert ist sie nur in der Handschrift Flateyjarbók aus dem 14. Jahrhundert. Der Anfang der Erzählung ist nicht erhalten.

## Überlieferung
Die Grænlendinga saga ist in der Flateyjarbók überliefert und macht hier die Kapitel 340, 342 und 427 bis 433 aus. Sie ist ein Teil der Ólafs saga Tryggvasonar, einer Version der Óláfs saga helga, und besteht selbst aus zwei Teilen, dem Eiríks þáttr rauða (340, 342) und dem Grænlendinga þáttr (427–433). Der Name Grænlendinga þáttr wird auch für eine andere Erzählung gebraucht, die ebenfalls in der Flateyjarbók überliefert ist und manchmal auch Einars þáttr Sokkasonar genannt wird.
Inhaltlich deckt sich die Saga mit der anderen Vinland-Saga, der Eiríks saga rauða. Das Kapitel 340 entspricht zudem inhaltlich dem, was in der Landnámabók (2. Teil, Kapitel 14) überliefert ist. Die Datierung der Grænlendinga saga ist in der Forschung umstritten. Nachdem man ursprünglich davon ausgegangen war, dass die Eiríks saga rauða älter wäre als die Grænlendinga saga, wird heute meist vom Gegenteil ausgegangen. Die Eiríks saga rauða nennt Bischof Brandr Sæmundarson Brandr I., was die Existenz eines Brandr II., nämlich den 1263 ernannten Brandr Jónsson voraussetzt. Die Grænlendinga saga nennt Herjólfr Bárðarson als Entdecker Amerikas, die Eiríks saga rauða hingegen Leif Eriksson. Letzteres hatte der isländische Mönch Gunnlaugr Leifsson um 1200 behauptet und diese Auffassung hatte sich anschließend verbreitet, sodass sie auch in der Grænlendinga saga gestanden hätte, wenn diese jünger wäre als Gunnlaugrs Behauptung. Auch stilistisch ist die Grænlendinga saga älter zu datieren. Man geht daher davon aus, dass die Grænlendinga saga aus dem späten 12. Jahrhundert stammt, womit sie als einer der ältesten Isländersagas anzusehen ist. Möglicherweise basiert sie auf einem Bericht von Snorri Þorfinnsson, dem Urgroßvater von Brandr Sæmundarson, der selbst noch in Vinland geboren worden war.

## Inhalt
Die Saga beginnt mit dem Eiríks þáttr rauða, also der Erzählung über das Leben Erik des Roten (Eiríkr inn rauði Þorvaldsson) und die Besiedelung Grönlands durch die Grænlendingar (340). Anschließend wird über Herjólfr Bárðarson berichtet, der mit Erik nach Grönland gekommen war. Sein Sohn Bjarni wird auf einer Fahrt nach Grönland abgetrieben und entdeckt dabei zufällig unbekanntes Land, Vinland, ohne jedoch an Land zu gehen. Anschließend passierten die Mannschaft Markland und Helluland, bevor sie Grönland mit Bjarnis Vater in Herjólfsnes erreichten (342).
Der Grænlendinga þáttr berichtet darüber, wie Leif Eriksson (Leifr Eiríksson) Helluland, Markland und Vinland erreicht und benennt (427). Der letzte Name geht daraus zurück, dass Leifs deutscher Pflegevater dort Weintrauben fand. Auf der Rückreise von Vinland nach Grönland – mit Trauben und Holz beladen – finden sie einige skandinavische Schiffbrüchige um Þórir auf einer Schäre, retten sie und nehmen sie mit nach Grönland (428). Nach dem Tod Eriks reist der zweite Sohn Þorvaldr nach Grönland. Er trifft Menschen in Amerika, die er Skrælingar nannte. Von neun Männern tötet er mit seiner Mannschaft acht, während der letzte flüchten konnte. Kurz darauf werden sie von den Skrælingar angegriffen, wobei Þorvaldr von einem Pfeil tödlich verwundet wird, worauf seine Mannschaft ihn auf seinen Wunsch hin in Amerika begräbt und anschließend nach Grönland zurückkehrt (429). Als Nächstes will der dritte Sohn Þorsteinn Eiríksson, der die Witwe von Þórir, Guðríðr Þorbjarnardóttir, geheiratet hatte, von der Eystribyggð aus nach Amerika fahren, aber sie treiben in der Vestribyggð in Grönland wieder an Land, wo ein Mann namens Þorsteinn svartr seinen Namensvetter und seine Frau aufnimmt. Kurz darauf bricht eine Seuche aus, der unter anderem Þorsteinn svartrs Frau Grímhildr und Þorsteinn Eiríksson erliegen. Vor seiner Beerdigung spricht der verstorbene Þorsteinn plötzlich und gibt seiner Witwe eine Vision darüber, dass sie einen Isländer heiraten wird und viele Nachkommen in Island haben wird (430). Anschließend kommt der reiche isländische Kaufmann Þorfinnr karlsefni nach Grönland und heiratet Guðríðr. Anschließend fahren beide wieder nach Amerika. Dort treffen sie erneut auf Skrælingar und handeln mit ihnen. Dann wird Þorfinnrs und Guðríðrs Sohn Snorri Þorfinnsson geboren. Kurz darauf kommen die Skrælingar zurück und sie handeln erneut. Als einer der Skrælingar eine Waffe nehmen will, wird er getötet, woraufhin die anderen flüchten. Die Grænlendingar bereiten sich auf eine Schlacht vor, bei der schließlich viele Skrælingar fallen. Daraufhin fahren sie nach Grönland zurück (431). Eriks Tochter Freydís Eiríksdóttir fuhr mit ihrem Mann Þorvarðr und den norwegischen Brüdern Helgi und Finnbogi nach Amerika. Sie betrügt die beiden Brüder, lässt sie nicht im eigenen Lager wohnen, spricht Finnbogi schließlich deren größeres Schiff ab und gibt dann ihrem Mann vor, von den Brüdern angegriffen worden zu sein, weswegen er sie rächen sollte, andernfalls würde sie sich scheiden lassen. Þorvarðr lässt seine Männer die Brüder und alle Männer in ihrem Gefolge ermorden, anschließend tötet Freydís die Frauen mit ihrer Axt. Sie droht damit, jeden zu töten, der in Grönland von den Geschehnissen berichten würde. Anschließend kehren sie nach Grönland zurück (432). In Grönland hört Leif dennoch von den Untaten seiner Schwester und foltert drei ihrer Mitreisenden zu einem Geständnis. Anschließend verstößt er seine Schwester und ihre Nachkommen. Die Saga endet mit dem Bericht über Þorfinnr Karlsefnis Rückkehr nach Norwegen und Island und wie in der Prophezeiung bekommen sie viele bedeutende Nachkommen. Die Bischöfe Brandr Sæmundarson, Bjǫrn Gilsson und Þorlákr Runólfsson werden als Urenkel genannt (433).

## Realitätsgehalt
Es wird angenommen, dass die Saga größtenteils auf wahren Ereignissen beruht, was unter anderem durch Funde von skandinavischen Artefakten und Siedlungsresten auf Neufundland (in L’Anse aux Meadows) gestützt wird. Daneben aber ist die Saga fantasievoll ausgeschmückt und literarisch auf christlich-ethischer Grundlage durchgestaltet.
Die Entdeckung Amerikas durch Herjólfr wird etwa auf das Jahr 985 datiert. Leifs Reise fand vermutlich 999/1000 statt, Þorvaldrs von 1001 bis 1004 und Þorsteinns Versuch 1005/06. Þorfinnr und Guðríðr waren von 1007 bis 1009 in Amerika und Freydís 1010/11.